# رود ووكر
رود ووكر (بالإنجليزية: Rod Walker)‏ هو لاعب كرة قدم أمريكية أمريكي، ولد في 4 فبراير 1976 في ميلتون في الولايات المتحدة.

## وصلات خارجية
- رود ووكر على موقع مرجع كرة القدم المحترفة.كوم (الإنجليزية)